# 交换空间 (电视节目)
交换空间是中央电视台财经频道的一个真人秀节目，该节目主要是以两位家庭提供自己的房屋并由节目组提供的装修资金并在48小时内进行装修。该节目在2016年改名为空间榜样，并以访谈形式讲述装修形态和风格以及装修案例，直到2019年末停播。

## 反响
该节目是部分中国大陆群众的儿时回忆，以至于部分观众儿时梦想是到别人家里做装修或者做室内设计师，但也有观众受此启发做为装修参考，甚至在当时有的观众以此为契机去学室内设计。